# Товарищ Педерсен
«Товарищ Педерсен» (альтернативное название — «Учитель гимназии Педерсен», норв. Gymnaslærer Pedersen) — норвежский фильм 2006 года режиссёра Ханса Петтера Муланда. 
В основу сценария фильма лёг роман норвежского писателя Дага Сульстада «Рассказ учителя гимназии Педерсена о великом политическом пробуждении, которого сподобилась наша страна» (впервые опубликован в 1982 году).

## Сюжет
Действие фильма происходит в Норвегии в конце 1960-х — 1970-е годы. Повествование ведётся от лица Кнута Педерсена — учителя истории старших классов и бывшего члена Рабочей коммунистической партии (м-л).
Молодой специалист Педерсен приезжает в конце 1960-х годов в Ларвик на новое место работы. Интеллигент и представитель норвежского среднего класса, он мечтает о доме и семье и вскоре женится на библиотекарше по имени Лиза Таннер и, как ему кажется, находит своё «мелкобуржуазное» счастье, которого ему хватит до конца жизни. Однако затем он попадает под влияние одного из собственных учеников — умелого агитатора Вернера Лудаля, чья критика социального устройства Норвегии оказывается настолько убедительной, что Педерсен скоро начинает поддерживать идею о вооружённом восстании в стране. Он вступает в местное отделение РКП(м-л) — партии, идеологическим лидером которой является Мао Цзэдун, создавший в Китае, по мнению участников движения, идеальное общество для представителей рабочего класса.
Некоторое время спустя в Ларвик приезжает новый «товарищ», и семья Педерсена оказывается окончательно разрушена. Педерсен заводит роман с врачом Ниной Скотёй, ультраортодоксальной коммунисткой, разорвавшей отношения со своими состоятельными родителями и уехавшей из Осло. Поначалу их роман бурно развивается, но затем Нина проявляет принципиальность и порывает с Педерсеном на том основании, что их отношения противоречат партийному уставу. Педерсен признаёт правоту Нины, однако не может избавиться от чувств к ней.
Партия тем временем предъявляет новые требования к своим членам. Движение нуждается в большем количестве людей, которые могли бы идентифицировать себя с рабочим классом, и Нина, Вернер Лудаль (теперь уже студент) и другие активисты устраиваются работать на заводах, фабриках, электростанциях. Педерсен не решается бросить свою работу учителя и в итоге становится второсортным членом партии, «товарищем», находящемся в постоянном конфликте со своим внутренним мелкобуржуазным «я».
Постепенно коммунистические настроения в Норвегии сходят на нет, и партия лишается большого числа своих членов. Однако Педерсен продолжает хранить верность — прежде всего Нине, но также и революционным идеям, поскольку они дороги ей. Но сама Нина понимает, что всё, чему она посвятила большую часть своей жизни, ни к чему не привело. В итоге она совершает самоубийство, застрелившись из пистолета.

## В ролях
| Актёр            | Роль                         |
| ---------------- | ---------------------------- |
| Кристоффер Йонер | Кнут Педерсен                |
| Ане Даль Торп    | Нина Скотёй                  |
| Ян Гуннар Рёйсе  | Вернер Лудаль                |
| Стиг Хенрик Хофф | Ян Клостад                   |
| Фритьов Сохейм   | Гуннар                       |
| Анне Рюг         | Лисе Таннер (жена Педерсена) |
| Линн Скобер      | директор гимназии            |

## Награды
- 2006 — Монреальский фестиваль мирового кино
  - Лучший режиссёр (Ханс Петтер Муланд)[3].
- 2006 — Фестиваль «Дни скандинавского кино в Любеке»
  - Балтийская кинопремия за лучший северный полнометражный фильм (англ. Baltic Film Prize for a Nordic Feature Film)[4].